# غلين سنايدر
غلين سنايدر (بالإنجليزية: Glenn Snyder)‏ (و. 1924 – 2013 م) هو صحفي أمريكي، توفي عن عمر يناهز 89 عاماً.

## التعليم
تعلم في جامعة أوريغون
.